# دساگادرو (بولیوی-پرو)
دساگادرو (به اسپانیایی: Desaguadero) یک منطقهٔ مسکونی در بولیوی است که در شهرستان لاپاز (بولیوی) واقع شده‌است. دساگادرو ۲٬۲۱۹ نفر جمعیت دارد و ۳٬۸۲۷ متر بالاتر از سطح دریا واقع شده‌است.